# Гольм, Анатолий Георгиевич
Анатолий Георгиевич Гольм (1895—1937) — участник Белого движения на Юге России, подполковник.

## Биография
Православный. Из потомственных дворян. Сын подполковника артиллерии Георгия Карловича Гольма и жены его Екатерины Захаровны Барсуковой. Среднее образование получил в Вяземской императора Александра III гимназии, где окончил полный курс.
С началом Первой мировой войны поступил в Николаевское кавалерийское училище, по окончании ускоренного курса которого 1 июня 1915 года был выпущен прапорщиком в 11-й гусарский Изюмский полк. Произведен в корнеты 3 февраля 1916 года, в поручики — 30 октября того же года. В феврале 1917 года был назначен адъютантом к командиру 48-го армейского корпуса. После Октябрьской революции, по собственному желанию, вернулся в 11-ю кавалерийскую дивизию для командования эскадроном в стрелковом полку.
В Гражданскую войну участвовал в Белом движении на Юге России, во ВСЮР в 1919 году — ротмистр, командир одного из изюмских эскадронов в Сводно-гусарском полку, затем командир Изюмского эскадрона в 1-м Сводно-кавалерийском полку. В Русской армии — подполковник 3-го кавалерийского полка, где также был командиром эскадрона. Награждён орденом Св. Николая Чудотворца
За то, что в бою 20 июня 1920 года в районе Казачьи Лагери, командуя эскадроном спешенных гусар, стремительной штыковой атакой опрокинул красных, гнал неотступно 5 верст, прижал к берегу Днепра, захватив при этом знамя, пленных, 2 пулемета, 2 орудия и 16 лошадей, и принудил противника очистить весь занимаемый им берег Днепра, чем обеспечил успех нашей операции по ликвидации красного десанта у Корсунского Монастыря.
В эмиграции написал ряд стихотворений и рассказов-воспоминаний о Гражданской войне, сохранившихся в архиве Изюмского гусарского полка. Позднее вернулся в СССР, был сотрудником Иностранного отдела ОГПУ под именем Александр Викторович Сидоров. В 1933 году был арестован, а 2 января 1936 года коллегией Верховного суда СССР приговорён к ВМН с заменой на 10 лет ИТЛ. Некоторое время содержался в Соловецком лагере. Повторно осуждён 14 октября 1937 года особой тройкой УНКВД по Ленинградской области и приговорён к ВМН. Расстрелян 1 ноября 1937 года в Сандармохе.

## Награды
- Орден Святого Владимира 4-й ст. с мечами и бантом (1916)
- Орден Святителя Николая Чудотворца (Приказ Главнокомандующего № 3705, 7/20 октября 1920)